# Olympische Winterspiele 2006/Teilnehmer (Portugal)
Portugal nahm an den Olympischen Winterspielen 2006 im italienischen Turin mit einem Athleten teil.

## Teilnehmer nach Sportarten

### Ski Nordisch
- Danny Silva
  - 15 km – 54:34,1 min – Platz 93